# 不列颠共产党（马列）
不列颠共产党（马列）（英語：Communist Party of Britain (Marxist–Leninist)，缩写为CPB-ML）是英国的一个共产主义政党。该党成立于1968年，分裂自大不列颠共产党，创始人是亲华派党员雷格·伯奇。它的意识形态是共产主义、马克思列宁主义。它的总部位于伦敦。
在1977年中阿决裂后的一段时间里，该党曾追随阿尔巴尼亚劳动党及其领袖恩维尔·霍查的政治路线，奉行霍查主义。
该党强烈反对欧盟。该党成员的活动主要聚焦于劳工运动。